# WTA Tour 2017
Die WTA Tour 2017 war der 47. Jahrgang der Damentennis-Turnierserie, die von der Women’s Tennis Association ausgetragen wurde.
Die Teamwettbewerbe Hopman Cup und Fed Cup werden wie die Grand-Slam-Turniere nicht von der WTA, sondern von der ITF organisiert. Hier werden sie dennoch aufgeführt, da die Spitzenspielerinnen auch diese Turniere in der Regel spielen.

## Änderungen
Gegenüber 2016 erfuhr der Turnierkalender folgende Änderungen:
- Die Turniere Kaohsiung, Rio de Janeiro, Kattowitz und Florianópolis waren nicht mehr Teil der Tour.
- Die Turniere Taipeh und Budapest waren wieder zurück im Turnierkalender
- Das Turnier Biel war neu im Turnierkalender.

## Turnierplan
| Kategorie              |
| ---------------------- |
| Grand Slam             |
| Jahresendveranstaltung |
| Premier Mandatory      |
| Premier 5              |
| Premier                |
| International          |

| Sonstige   |
| ---------- |
| Hopman Cup |
| Fed Cup    |

Erklärungen

Die Zeichenfolge von z. B. 128E/96Q/64D/32M hat folgende Bedeutung:

128E = 128 Spielerinnen spielen im Einzel

96Q = 96 Spielerinnen spielen die Qualifikation im Einzel

64D = 64 Paarungen spielen im Doppel

32M = 32 Paarungen spielen im Mixed

### Januar
| Datum 1 | Turnier | Sieger(in)                               | Finalgegner(in)                    | Ergebnis         |
| ------- | --- | ---------------------------------------- | ---------------------------------- | ---------------- |
| 02.01.  | Hopman Cup Perth, Australien ITF – AU-$ Hartplatz (Halle) – 8 Teams                                                   | Kristina Mladenovic Richard Gasquet      | Coco Vandeweghe Jack Sock          | 2:1              |
| 02.01.  | Brisbane International Brisbane, Australien Premier – 1.000.000 $ / 890.100 $ Hartplatz – 30E/32Q/16D                 | Karolína Plíšková                        | Alizé Cornet                       | 6:0, 6:3         |
| 02.01.  | Brisbane International Brisbane, Australien Premier – 1.000.000 $ / 890.100 $ Hartplatz – 30E/32Q/16D                 | Bethanie Mattek-Sands Sania Mirza        | Jekaterina Makarowa Jelena Wesnina | 6:2, 6:3         |
| 02.01.  | Shenzhen Open Shenzhen, Volksrepublik China International – 750.000 $ / 626.750 $ Hartplatz – 32E/16Q/16D             | Kateřina Siniaková                       | Alison Riske                       | 6:3, 6:4         |
| 02.01.  | Shenzhen Open Shenzhen, Volksrepublik China International – 750.000 $ / 626.750 $ Hartplatz – 32E/16Q/16D             | Andrea Hlaváčková Peng Shuai             | Raluca Olaru Olha Sawtschuk        | 6:1, 7:5         |
| 02.01.  | ASB Classic Auckland, Neuseeland International – 250.000 $ / 226.750 $ Hartplatz – 32E/32Q/16D                        | Lauren Davis                             | Ana Konjuh                         | 6:3, 6:1         |
| 02.01.  | ASB Classic Auckland, Neuseeland International – 250.000 $ / 226.750 $ Hartplatz – 32E/32Q/16D                        | Kiki Bertens Johanna Larsson             | Demi Schuurs Renata Voráčová       | 6:2, 6:2         |
| 09.01.  | Apia International Sydney Sydney, Australien Premier – 776.000 $ / 710.900 $ Hartplatz – 30E/32Q/16D                  | Johanna Konta                            | Agnieszka Radwańska                | 6:4, 6:2         |
| 09.01.  | Apia International Sydney Sydney, Australien Premier – 776.000 $ / 710.900 $ Hartplatz – 30E/32Q/16D                  | Tímea Babos Anastassija Pawljutschenkowa | Sania Mirza Barbora Strýcová       | 6:4, 6:4         |
| 09.01.  | Hobart International Hobart, Australien International – 250.000 $ / 226.750 $ Hartplatz – 32E/32Q/16D                 | Elise Mertens                            | Monica Niculescu                   | 6:3, 6:1         |
| 09.01.  | Hobart International Hobart, Australien International – 250.000 $ / 226.750 $ Hartplatz – 32E/32Q/16D                 | Raluca Olaru Olha Sawtschuk              | Gabriela Dabrowski Yang Zhaoxuan   | 0:6, 6:4, [10:5] |
| 16.01.  | Australian Open Melbourne, Australien Grand Slam – 50.000.000 AU-$ Hartplatz – 128E/96Q/64D/32M                       | Serena Williams                          | Venus Williams                     | 6:4, 6:4         |
| 16.01.  | Australian Open Melbourne, Australien Grand Slam – 50.000.000 AU-$ Hartplatz – 128E/96Q/64D/32M                       | Bethanie Mattek-Sands Lucie Šafářová     | Andrea Hlaváčková Peng Shuai       | 6:74, 6:3, 6:3   |
| 16.01.  | Australian Open Melbourne, Australien Grand Slam – 50.000.000 AU-$ Hartplatz – 128E/96Q/64D/32M                       | Abigail Spears Juan Sebastián Cabal      | Sania Mirza Ivan Dodig             | 6:2, 6:4         |
| 30.01.  | St. Petersburg Ladies Trophy St. Petersburg, Russland Premier – 776.000 $ / 710.900 $ Hartplatz (Halle) – 28E/32Q/16D | Kristina Mladenovic                      | Julija Putinzewa                   | 6:2, 6:73, 6:4   |
| 30.01.  | St. Petersburg Ladies Trophy St. Petersburg, Russland Premier – 776.000 $ / 710.900 $ Hartplatz (Halle) – 28E/32Q/16D | Jelena Ostapenko Alicja Rosolska         | Darija Jurak Xenia Knoll           | 3:6, 6:2, [10:5] |
| 30.01.  | Taiwan Open Taipeh, Taiwan International – 250.000 $ / 226.750 $ Hartplatz (Halle) – 32E/24Q/16D                      | Elina Switolina                          | Peng Shuai                         | 6:3, 6:2         |
| 30.01.  | Taiwan Open Taipeh, Taiwan International – 250.000 $ / 226.750 $ Hartplatz (Halle) – 32E/24Q/16D                      | Chan Hao-ching Chan Yung-jan             | Lucie Hradecká Kateřina Siniaková  | 6:4, 6:2         |

### Februar
| Datum 1 | Turnier | Siegerin                                      | Finalgegnerin                              | Ergebnis         |
| ------- | --- | --------------------------------------------- | ------------------------------------------ | ---------------- |
| 06.02.  | Fed Cup, 1. Runde Ostrava, Tschechien Hartplatz (Halle) Maui, Vereinigte Staaten Hartplatz Minsk, Belarus Hartplatz (Halle) Genf, Schweiz Hartplatz (Halle) | Tschechien Vereinigte Staaten Belarus Schweiz | Spanien Deutschland Niederlande Frankreich | 3:2 4:0 4:1      |
| 13.02.  | Qatar Total Open Doha, Katar Premier – 776.000 $ / 710.900 $ Hartplatz – 28E/32Q/16D                                                                        | Karolína Plíšková                             | Caroline Wozniacki                         | 6:3, 6:4         |
| 13.02.  | Qatar Total Open Doha, Katar Premier – 776.000 $ / 710.900 $ Hartplatz – 28E/32Q/16D                                                                        | Abigail Spears Katarina Srebotnik             | Olha Sawtschuk Jaroslawa Schwedowa         | 6:3, 7:67        |
| 20.02.  | Dubai Duty Free Tennis Championships Dubai, Vereinigte Arabische Emirate Premier 5 – 2.666.000 $ / 2.365.250 $ Hartplatz – 56E/32Q/28D                      | Elina Switolina                               | Caroline Wozniacki                         | 6:4, 6:2         |
| 20.02.  | Dubai Duty Free Tennis Championships Dubai, Vereinigte Arabische Emirate Premier 5 – 2.666.000 $ / 2.365.250 $ Hartplatz – 56E/32Q/28D                      | Jekaterina Makarowa Jelena Wesnina            | Andrea Hlaváčková Peng Shuai               | 6:2, 4:6, [10:7] |
| 20.02.  | Hungarian Ladies Open Budapest, Ungarn International – 250.000 $ / 226.750 $ Hartplatz (Halle) – 32E/24Q/16D                                                | Tímea Babos                                   | Lucie Šafářová                             | 6:74, 6:4, 6:3   |
| 20.02.  | Hungarian Ladies Open Budapest, Ungarn International – 250.000 $ / 226.750 $ Hartplatz (Halle) – 32E/24Q/16D                                                | Hsieh Su-wei Oksana Kalaschnikowa             | Arina Rodionova Galina Woskobojewa         | 6:3, 4:6, [10:4] |
| 27.02.  | Abierto Mexicano TELCEL Acapulco, Mexiko International – 250.000 $ / 226.750 $ Hartplatz – 32E/24Q/16D                                                      | Lessja Zurenko                                | Kristina Mladenovic                        | 6:1, 7:5         |
| 27.02.  | Abierto Mexicano TELCEL Acapulco, Mexiko International – 250.000 $ / 226.750 $ Hartplatz – 32E/24Q/16D                                                      | Darija Jurak Anastasia Rodionova              | Verónica Cepede Royg Mariana Duque Mariño  | 6:3, 6:2         |
| 27.02.  | Alya WTA Malaysian Open Kuala Lumpur, Malaysia International – 250.000 $ / 226.750 $ Hartplatz – 32E/24Q/16D                                                | Ashleigh Barty                                | Nao Hibino                                 | 6:3, 6:2         |
| 27.02.  | Alya WTA Malaysian Open Kuala Lumpur, Malaysia International – 250.000 $ / 226.750 $ Hartplatz – 32E/24Q/16D                                                | Ashleigh Barty Casey Dellacqua                | Nicole Melichar Makoto Ninomiya            | 7:65, 6:3        |

### März
| Datum 1 | Turnier | Siegerin                     | Finalgegnerin                     | Ergebnis       |
| ------- | --- | ---------------------------- | --------------------------------- | -------------- |
| 06.03.  | BNP Paribas Open Indian Wells, Vereinigte Staaten Premier Mandatory – 7.669.423 $ / 6.814.635 $ Hartplatz – 96E/48Q/32D | Jelena Wesnina               | Swetlana Kusnezowa                | 6:76, 7:5, 6:4 |
| 06.03.  | BNP Paribas Open Indian Wells, Vereinigte Staaten Premier Mandatory – 7.669.423 $ / 6.814.635 $ Hartplatz – 96E/48Q/32D | Chan Yung-jan Martina Hingis | Lucie Hradecká Kateřina Siniaková | 7:64, 6:2      |
| 20.03.  | Miami Open Miami, Vereinigte Staaten Premier Mandatory – 7.669.423 $ / 6.814.635 $ Hartplatz – 96E/48Q/32D              | Johanna Konta                | Caroline Wozniacki                | 6:4, 6:3       |
| 20.03.  | Miami Open Miami, Vereinigte Staaten Premier Mandatory – 7.669.423 $ / 6.814.635 $ Hartplatz – 96E/48Q/32D              | Gabriela Dabrowski Xu Yifan  | Sania Mirza Barbora Strýcová      | 6:4, 6:3       |

### April
| Datum 1 | Turnier | Siegerin                             | Finalgegnerin                      | Ergebnis         |
| ------- | --- | ------------------------------------ | ---------------------------------- | ---------------- |
| 03.04.  | Volvo Car Open Charleston, Vereinigte Staaten Premier – 776.000 $ / 710.900 $ Sandplatz (grün) – 56E/48Q/16D           | Darja Kassatkina                     | Jeļena Ostapenko                   | 6:3, 6:1         |
| 03.04.  | Volvo Car Open Charleston, Vereinigte Staaten Premier – 776.000 $ / 710.900 $ Sandplatz (grün) – 56E/48Q/16D           | Bethanie Mattek-Sands Lucie Šafářová | Lucie Hradecká Kateřina Siniaková  | 6:1, 4:6, [10:7] |
| 03.04.  | Abierto GNP Seguros Monterrey, Mexiko International – 250.000 $ / 226.750 $ Hartplatz – 32E/32Q/16D                    | Anastassija Pawljutschenkowa         | Angelique Kerber                   | 6:4, 2:6, 6:1    |
| 03.04.  | Abierto GNP Seguros Monterrey, Mexiko International – 250.000 $ / 226.750 $ Hartplatz – 32E/32Q/16D                    | Nao Hibino Alicja Rosolska           | Dalila Jakupović Nadija Kitschenok | 6:2, 7:64        |
| 10.04.  | Ladies Open Biel Bienne Biel, Schweiz International – 250.000 $ / 226.750 $ Hartplatz (Halle) – 32E/31Q/16D            | Markéta Vondroušová                  | Anett Kontaveit                    | 6:4, 7:66        |
| 10.04.  | Ladies Open Biel Bienne Biel, Schweiz International – 250.000 $ / 226.750 $ Hartplatz (Halle) – 32E/31Q/16D            | Hsieh Su-wei Monica Niculescu        | Timea Bacsinszky Martina Hingis    | 5:7, 6:3, [10:7] |
| 10.04.  | Claro Open Colsanitas Bogotá, Kolumbien International – 250.000 $ / 226.750 $ Sandplatz (rot) – 32E/24Q/16D            | Francesca Schiavone                  | Lara Arruabarrena Vecino           | 6:4, 7:5         |
| 10.04.  | Claro Open Colsanitas Bogotá, Kolumbien International – 250.000 $ / 226.750 $ Sandplatz (rot) – 32E/24Q/16D            | Beatriz Haddad Maia Nadia Podoroska  | Verónica Cepede Royg Magda Linette | 6:3, 7:64        |
| 17.04.  | Fed Cup, Halbfinale Tampa, Vereinigte Staaten Sand Minsk, Belarus Hartplatz (Halle)                                    | Vereinigte Staaten Belarus           | Tschechien Schweiz                 | 3:2              |
| 24.04.  | Porsche Tennis Grand Prix Stuttgart, Deutschland Premier – 776.000 $ / 710.900 $ Sandplatz (rot) (Halle) – 28E/32Q/16D | Laura Siegemund                      | Kristina Mladenovic                | 6:1, 2:6, 7:65   |
| 24.04.  | Porsche Tennis Grand Prix Stuttgart, Deutschland Premier – 776.000 $ / 710.900 $ Sandplatz (rot) (Halle) – 28E/32Q/16D | Raquel Atawo Jeļena Ostapenko        | Abigail Spears Katarina Srebotnik  | 6:4, 6:4         |
| 24.04.  | TEB BNP Paribas İstanbul Cup Istanbul, Türkei International – 250.000 $ / 226.750 $ Sandplatz (rot) – 32E/24Q/16D      | Elina Switolina                      | Elise Mertens                      | 6:2, 6:4         |
| 24.04.  | TEB BNP Paribas İstanbul Cup Istanbul, Türkei International – 250.000 $ / 226.750 $ Sandplatz (rot) – 32E/24Q/16D      | Nadija Kitschenok Dalila Jakupović   | Nicole Melichar Elise Mertens      | 7:66, 6:2        |

### Mai
| Datum 1 | Turnier | Sieger(in)                           | Finalgegner(in)                    | Ergebnis          |
| ------- | --- | ------------------------------------ | ---------------------------------- | ----------------- |
| 01.05.  | Grand Prix de SAR La Princesse Lalla Meryem Rabat, Marokko International – 250.000 $ / 226.750 $ Sandplatz (rot) – 32E/32Q/16D | Anastassija Pawljutschenkowa         | Francesca Schiavone                | 7:5, 7:5          |
| 01.05.  | Grand Prix de SAR La Princesse Lalla Meryem Rabat, Marokko International – 250.000 $ / 226.750 $ Sandplatz (rot) – 32E/32Q/16D | Tímea Babos Andrea Hlaváčková        | Nina Stojanović Maryna Zanevska    | 2:6, 6:3, [10:5]  |
| 01.05.  | J&T Banka Prague Open Prag, Tschechien International – 250.000 $ / 226.750 $ Sandplatz (rot) – 32E/32Q/16D                     | Mona Barthel                         | Kristýna Plíšková                  | 2:6, 7:5, 6:2     |
| 01.05.  | J&T Banka Prague Open Prag, Tschechien International – 250.000 $ / 226.750 $ Sandplatz (rot) – 32E/32Q/16D                     | Anna-Lena Grönefeld Květa Peschke    | Lucie Hradecká Kateřina Siniaková  | 6:4, 7:63         |
| 08.05.  | Mutua Madrid Open Madrid, Spanien Premier Mandatory – 5.924.318 € / 5.300.270 € Sandplatz (rot) – 64E/32Q/28D                  | Simona Halep                         | Kristina Mladenovic                | 7:5, 6:75, 6:2    |
| 08.05.  | Mutua Madrid Open Madrid, Spanien Premier Mandatory – 5.924.318 € / 5.300.270 € Sandplatz (rot) – 64E/32Q/28D                  | Chan Yung-jan Martina Hingis         | Tímea Babos Andrea Hlaváčková      | 6:4, 6:3          |
| 15.05.  | Internazionali BNL d’Italia Rom, Italien Premier 5 – 3.076.495 $ / 2.775.745 $ Sandplatz (rot) – 56E/32Q/28D                   | Elina Switolina                      | Simona Halep                       | 4:6, 7:5, 6:1     |
| 15.05.  | Internazionali BNL d’Italia Rom, Italien Premier 5 – 3.076.495 $ / 2.775.745 $ Sandplatz (rot) – 56E/32Q/28D                   | Chan Yung-jan Martina Hingis         | Jekaterina Makarowa Jelena Wesnina | 7:5, 7:64         |
| 22.05.  | Internationaux de Strasbourg Straßburg, Frankreich International – 250.000 $ / 226.750 $ Sandplatz (rot) – 32E/24Q/16D         | Samantha Stosur                      | Darja Gawrilowa                    | 5:7, 6:4, 6:3     |
| 22.05.  | Internationaux de Strasbourg Straßburg, Frankreich International – 250.000 $ / 226.750 $ Sandplatz (rot) – 32E/24Q/16D         | Ashleigh Barty Casey Dellacqua       | Chan Hao-ching Chan Yung-jan       | 6:4, 6:2          |
| 22.05.  | Nürnberger Versicherungscup Nürnberg, Deutschland International – 250.000 $ / 226.750 $ Sandplatz (rot) – 32E/24Q/16D          | Kiki Bertens                         | Barbora Krejčíková                 | 6:2, 6:1          |
| 22.05.  | Nürnberger Versicherungscup Nürnberg, Deutschland International – 250.000 $ / 226.750 $ Sandplatz (rot) – 32E/24Q/16D          | Nicole Melichar Anna Smith           | Kirsten Flipkens Johanna Larsson   | 3:6, 6:3, [11:9]  |
| 29.05.  | French Open Paris, Frankreich Grand Slam – 28.028.600 € Sandplatz (rot) – 128E/96Q/64D/32M                                     | Jeļena Ostapenko                     | Simona Halep                       | 4:6, 6:4, 6:3     |
| 29.05.  | French Open Paris, Frankreich Grand Slam – 28.028.600 € Sandplatz (rot) – 128E/96Q/64D/32M                                     | Bethanie Mattek-Sands Lucie Šafářová | Ashleigh Barty Casey Dellacqua     | 6:2, 6:1          |
| 29.05.  | French Open Paris, Frankreich Grand Slam – 28.028.600 € Sandplatz (rot) – 128E/96Q/64D/32M                                     | Gabriela Dabrowski Rohan Bopanna     | Anna-Lena Grönefeld Robert Farah   | 2:6, 6:2, [12:10] |

### Juni
| Datum 1 | Turnier | Sieger(in)                          | Finalgegner(in)                      | Ergebnis         |
| ------- | --- | ----------------------------------- | ------------------------------------ | ---------------- |
| 12.06.  | Aegon Open Nottingham Nottingham, Großbritannien International – 250.000 $ / 226.750 $ Rasen – 32E/24Q/16D    | Donna Vekić                         | Johanna Konta                        | 2:6, 7:63, 7:5   |
| 12.06.  | Aegon Open Nottingham Nottingham, Großbritannien International – 250.000 $ / 226.750 $ Rasen – 32E/24Q/16D    | Monique Adamczak Storm Sanders      | Jocelyn Rae Laura Robson             | 6:4, 4:6, [10:4] |
| 12.06.  | Ricoh Open ’s-Hertogenbosch, Niederlande International – 250.000 $ / 226.750 $ Rasen – 32E/24Q/16D            | Anett Kontaveit                     | Natalja Wichljanzewa                 | 6:2, 6:3         |
| 12.06.  | Ricoh Open ’s-Hertogenbosch, Niederlande International – 250.000 $ / 226.750 $ Rasen – 32E/24Q/16D            | Dominika Cibulková Kirsten Flipkens | Kiki Bertens Demi Schuurs            | 4:6, 6:4, [10:6] |
| 19.06.  | AEGON Classic Birmingham Birmingham, Großbritannien Premier – 885.040 $ / 819.940 $ Rasen – 56E/32Q/16D       | Petra Kvitová                       | Ashleigh Barty                       | 4:6, 6:3, 6:2    |
| 19.06.  | AEGON Classic Birmingham Birmingham, Großbritannien Premier – 885.040 $ / 819.940 $ Rasen – 56E/32Q/16D       | Ashleigh Barty Casey Dellacqua      | Chan Hao-ching Zhang Shuai           | 6:1, 2:6, [10:8] |
| 19.06.  | Mallorca Open Mallorca, Spanien International – 250.000 $ / 226.750 $ Rasen – 32E/24Q/16D                     | Anastasija Sevastova                | Julia Görges                         | 6:4, 3:6, 6:3    |
| 19.06.  | Mallorca Open Mallorca, Spanien International – 250.000 $ / 226.750 $ Rasen – 32E/24Q/16D                     | Chan Yung-jan Martina Hingis        | Jelena Janković Anastasija Sevastova | kampflos         |
| 26.06.  | AEGON International Eastbourne Eastbourne, Großbritannien Premier – 819.000 $ / 753.900 $ Rasen – 48E/24Q/16D | Karolína Plíšková                   | Caroline Wozniacki                   | 6:4, 6:4         |
| 26.06.  | AEGON International Eastbourne Eastbourne, Großbritannien Premier – 819.000 $ / 753.900 $ Rasen – 48E/24Q/16D | Chan Yung-jan Martina Hingis        | Ashleigh Barty Casey Dellacqua       | 6:3, 7:5         |

### Juli
| Datum 1 | Turnier | Siegerin                           | Finalgegnerin                     | Ergebnis          |
| ------- | --- | ---------------------------------- | --------------------------------- | ----------------- |
| 03.07.  | Wimbledon Championships London, Großbritannien Grand Slam – £ Rasen – 128E/96Q/64D/32M                         | Garbiñe Muguruza                   | Venus Williams                    | 7:5, 6:0          |
| 03.07.  | Wimbledon Championships London, Großbritannien Grand Slam – £ Rasen – 128E/96Q/64D/32M                         | Jekaterina Makarowa Jelena Wesnina | Chan Hao-ching Monica Niculescu   | 6:0, 6:0          |
| 03.07.  | Wimbledon Championships London, Großbritannien Grand Slam – £ Rasen – 128E/96Q/64D/32M                         | Martina Hingis Jamie Murray        | Heather Watson Henri Kontinen     | 6:4, 6:4          |
| 17.07.  | Bucharest Open Bukarest, Rumänien International – 250.000 $ / 226.750 $ Sandplatz (rot) – 32E/32Q/16D          | Irina-Camelia Begu                 | Julia Görges                      | 6:3, 7:5          |
| 17.07.  | Bucharest Open Bukarest, Rumänien International – 250.000 $ / 226.750 $ Sandplatz (rot) – 32E/32Q/16D          | Irina-Camelia Begu Raluca Olaru    | Elise Mertens Demi Schuurs        | 6:3, 6:3          |
| 17.07.  | Ladies Championship Gstaad Gstaad, Schweiz International – 250.000 $ / 226.750 $ Sandplatz (rot) – 32E/24Q/16D | Kiki Bertens                       | Anett Kontaveit                   | 6:4, 3:6, 6:1     |
| 17.07.  | Ladies Championship Gstaad Gstaad, Schweiz International – 250.000 $ / 226.750 $ Sandplatz (rot) – 32E/24Q/16D | Kiki Bertens Johanna Larsson       | Viktorija Golubic Nina Stojanović | 7:64, 4:6, [10:7] |
| 24.07.  | Ericsson Open Båstad, Schweden International – 250.000 $ / 226.750 $ Sandplatz (rot) – 32E/24Q/16D             | Kateřina Siniaková                 | Caroline Wozniacki                | 6:3, 6:4          |
| 24.07.  | Ericsson Open Båstad, Schweden International – 250.000 $ / 226.750 $ Sandplatz (rot) – 32E/24Q/16D             | Quirine Lemoine Arantxa Rus        | María Irigoyen Barbora Krejčíková | 3:6, 6:3, [10:8]  |
| 24.07.  | Jiangxi Open Nanchang, Volksrepublik China International – 250.000 $ / 226.750 $ Hartplatz – 32E/24Q/16D       | Peng Shuai                         | Nao Hibino                        | 6:3, 6:2          |
| 24.07.  | Jiangxi Open Nanchang, Volksrepublik China International – 250.000 $ / 226.750 $ Hartplatz – 32E/24Q/16D       | Jiang Xinyu Tang Qianhui           | Alla Kudrjawzewa Arina Rodionova  | 6:3, 6:2          |
| 31.07.  | Bank of the West Classic Stanford, Vereinigte Staaten Premier – 776.000 $ / 710.000 $ Hartplatz – 28E/32Q/16D  | Madison Keys                       | Coco Vandeweghe                   | 7:64, 6:4         |
| 31.07.  | Bank of the West Classic Stanford, Vereinigte Staaten Premier – 776.000 $ / 710.000 $ Hartplatz – 28E/32Q/16D  | Abigail Spears Coco Vandeweghe     | Alizé Cornet Alicja Rosolska      | 6:2, 6:3          |
| 31.07.  | Citi Open Washington D.C., Vereinigte Staaten International – 250.000 $ / 226.750 $ Hartplatz – 32E/16Q/16D    | Jekaterina Makarowa                | Julia Görges                      | 3:6, 7:62, 6:0    |
| 31.07.  | Citi Open Washington D.C., Vereinigte Staaten International – 250.000 $ / 226.750 $ Hartplatz – 32E/16Q/16D    | Shūko Aoyama Renata Voráčová       | Eugenie Bouchard Sloane Stephens  | 6:3, 6:2          |

### August
| Datum 1 | Turnier                                                                                     | Sieger(in)                         | Finalgegner(in)                   | Ergebnis         |
| ------- | ------------------------------------------------------------------------------------------- | ---------------------------------- | --------------------------------- | ---------------- |
| 07.08.  | Rogers Cup Toronto, Kanada Premier 5 Hartplatz – 56E/48Q/28D                                | Elina Switolina                    | Caroline Wozniacki                | 6:4, 6:0         |
| 07.08.  | Rogers Cup Toronto, Kanada Premier 5 Hartplatz – 56E/48Q/28D                                | Jekaterina Makarowa Jelena Wesnina | Anna-Lena Grönefeld Květa Peschke | 6:0, 6:4         |
| 14.08.  | Western & Southern Open Cincinnati, Vereinigte Staaten Premier 5 Hartplatz – 56E/48Q/28D    | Garbiñe Muguruza                   | Simona Halep                      | 6:1, 6:0         |
| 14.08.  | Western & Southern Open Cincinnati, Vereinigte Staaten Premier 5 Hartplatz – 56E/48Q/28D    | Chan Yung-jan Martina Hingis       | Hsieh Su-wei Monica Niculescu     | 4:6, 6:4, [10:7] |
| 21.08.  | Connecticut Open New Haven, Vereinigte Staaten Premier Hartplatz – 30E/48Q/16D              | Darja Gawrilowa                    | Dominika Cibulková                | 4:6, 6:3, 6:4    |
| 21.08.  | Connecticut Open New Haven, Vereinigte Staaten Premier Hartplatz – 30E/48Q/16D              | Gabriela Dabrowski Xu Yifan        | Ashleigh Barty Casey Dellacqua    | 3:6, 6:3, [10:8] |
| 28.08.  | US Open New York, Vereinigte Staaten Grand Slam – 50.400.000 $ Hartplatz – 128E/96Q/64D/32M | Sloane Stephens                    | Madison Keys                      | 6:3, 6:0         |
| 28.08.  | US Open New York, Vereinigte Staaten Grand Slam – 50.400.000 $ Hartplatz – 128E/96Q/64D/32M | Chan Yung-jan Martina Hingis       | Lucie Hradecká Kateřina Siniaková | 6:3, 6:2         |
| 28.08.  | US Open New York, Vereinigte Staaten Grand Slam – 50.400.000 $ Hartplatz – 128E/96Q/64D/32M | Martina Hingis Jamie Murray        | Chan Hao-ching Michael Venus      | 6:1, 4:6, [10:8] |

### September
| Datum 1 | Turnier | Siegerin                                   | Finalgegnerin                      | Ergebnis          |
| ------- | --- | ------------------------------------------ | ---------------------------------- | ----------------- |
| 11.09.  | Coupe Banque Nationale Québec, Kanada International – 250.000 $ / 226.750 $ Teppich (Halle) – 32E/24Q/16D                | Alison Van Uytvanck                        | Tímea Babos                        | 5:7, 6:4, 6:1     |
| 11.09.  | Coupe Banque Nationale Québec, Kanada International – 250.000 $ / 226.750 $ Teppich (Halle) – 32E/24Q/16D                | Tímea Babos Andrea Hlaváčková              | Bianca Andreescu Carson Branstine  | 6:3, 6:1          |
| 11.09.  | Japan Women’s Open Tennis Tokio, Japan International – 250.000 $ / 226.750 $ Hartplatz – 32E/32Q/16D                     | Sarina Dijas                               | Miyu Katō                          | 6:2, 7:5          |
| 11.09.  | Japan Women’s Open Tennis Tokio, Japan International – 250.000 $ / 226.750 $ Hartplatz – 32E/32Q/16D                     | Shūko Aoyama Yang Zhaoxuan                 | Monique Adamczak Storm Sanders     | 6:0, 2:6, [10:5]  |
| 18.09.  | KEB Hana Bank • Incheon Airport Korea Open Seoul, Südkorea International – 250.000 $ / 226.750 $ Hartplatz – 32E/24Q/16D | Jeļena Ostapenko                           | Beatriz Haddad Maia                | 6:75, 6:1, 6:4    |
| 18.09.  | KEB Hana Bank • Incheon Airport Korea Open Seoul, Südkorea International – 250.000 $ / 226.750 $ Hartplatz – 32E/24Q/16D | Kiki Bertens Johanna Larsson               | Luksika Kumkhum Peangtarn Plipuech | 6:4, 6:1          |
| 18.09.  | Guangzhou International Women’s Open Guangzhou, China International – 250.000 $ / 226.750 $ Hartplatz – 32E/24Q/16D      | Zhang Shuai                                | Aleksandra Krunić                  | 6:2, 3:6, 6:2     |
| 18.09.  | Guangzhou International Women’s Open Guangzhou, China International – 250.000 $ / 226.750 $ Hartplatz – 32E/24Q/16D      | Elise Mertens Demi Schuurs                 | Monique Adamczak Storm Sanders     | 6:2, 6:3          |
| 18.09.  | Toray Pan Pacific Open Tokio, Japan Premier Hartplatz – 28E/32Q/16D                                                      | Caroline Wozniacki                         | Anastassija Pawljutschenkowa       | 6:0, 7:5          |
| 18.09.  | Toray Pan Pacific Open Tokio, Japan Premier Hartplatz – 28E/32Q/16D                                                      | Andreja Klepač María José Martínez Sánchez | Darja Gawrilowa Darja Kassatkina   | 6:3, 6:2          |
| 25.09.  | Wuhan Open Wuhan, Volksrepublik China Premier 5 Hartplatz – 56E/32Q/16D                                                  | Caroline Garcia                            | Ashleigh Barty                     | 6:73, 7:64, 6:2   |
| 25.09.  | Wuhan Open Wuhan, Volksrepublik China Premier 5 Hartplatz – 56E/32Q/16D                                                  | Chan Yung-jan Martina Hingis               | Shūko Aoyama Yang Zhaoxuan         | 7:65, 3:6, [10:4] |
| 25.09.  | Tashkent Open Taschkent, Usbekistan International – 250.000 $ / 226.750 $ Hartplatz – 32E/16Q/16D                        | Kateryna Bondarenko                        | Tímea Babos                        | 6:4, 6:4          |
| 25.09.  | Tashkent Open Taschkent, Usbekistan International – 250.000 $ / 226.750 $ Hartplatz – 32E/16Q/16D                        | Tímea Babos Andrea Hlaváčková              | Nao Hibino Oksana Kalaschnikowa    | 7:5, 6:4          |

### Oktober
| Datum 1 | Turnier | Siegerin                         | Finalgegnerin                     | Ergebnis          |
| ------- | --- | -------------------------------- | --------------------------------- | ----------------- |
| 02.10.  | China Open Peking, China Premier Mandatory Hartplatz – 61E/32Q/28D                                                               | Caroline Garcia                  | Simona Halep                      | 6:4, 7:63         |
| 02.10.  | China Open Peking, China Premier Mandatory Hartplatz – 61E/32Q/28D                                                               | Chan Yung-jan Martina Hingis     | Tímea Babos Andrea Hlaváčková     | 6:1, 6:4          |
| 09.10.  | Upper Austria Ladies Linz Linz, Österreich International – 250.000 $ / 226.750 $ Hartplatz (Halle) – 32E/32Q/16D                 | Barbora Strýcová                 | Magdaléna Rybáriková              | 6:4, 6:1          |
| 09.10.  | Upper Austria Ladies Linz Linz, Österreich International – 250.000 $ / 226.750 $ Hartplatz (Halle) – 32E/32Q/16D                 | Kiki Bertens Johanna Larsson     | Natela Dsalamidse Xenia Knoll     | 3:6, 6:3, [10:4]  |
| 09.10.  | Prudential Hong Kong Tennis Open Hongkong, China International – 250.000 $ / 226.750 $ Hartplatz – 32E/24Q/16D                   | Anastassija Pawljutschenkowa     | Darja Gawrilowa                   | 5:7, 6:3, 7:63    |
| 09.10.  | Prudential Hong Kong Tennis Open Hongkong, China International – 250.000 $ / 226.750 $ Hartplatz – 32E/24Q/16D                   | Chan Hao-ching Chan Yung-jan     | Lu Jiajing Wang Qiang             | 6:1, 6:1          |
| 09.10.  | Tianjin Open Tianjin, China International – 250.000 $ / 226.750 $ Hartplatz – 32E/24Q/16D                                        | Marija Scharapowa                | Aryna Sabalenka                   | 7:5, 7:68         |
| 09.10.  | Tianjin Open Tianjin, China International – 250.000 $ / 226.750 $ Hartplatz – 32E/24Q/16D                                        | Irina-Camelia Begu Sara Errani   | Dalila Jakupović Nina Stojanović  | 6:4, 6:3          |
| 16.10.  | Kremlin Cup Moskau, Russland Premier Hartplatz (Halle) – 28E/32Q/16D                                                             | Julia Görges                     | Darja Kassatkina                  | 6:1, 6:2          |
| 16.10.  | Kremlin Cup Moskau, Russland Premier Hartplatz (Halle) – 28E/32Q/16D                                                             | Tímea Babos Andrea Hlaváčková    | Nicole Melichar Anna Smith        | 6:2, 3:6, [10:3]  |
| 16.10.  | BGL BNP Paribas Luxembourg Open Stadt Luxemburg, Luxemburg International – 250.000 $ / 226.750 $ Hartplatz (Halle) – 32E/32Q/16D | Carina Witthöft                  | Mónica Puig                       | 6:3, 7:5          |
| 16.10.  | BGL BNP Paribas Luxembourg Open Stadt Luxemburg, Luxemburg International – 250.000 $ / 226.750 $ Hartplatz (Halle) – 32E/32Q/16D | Lesley Kerkhove Lidsija Marosawa | Eugenie Bouchard Kirsten Flipkens | 6:74, 6:4, [10:6] |
| 23.10.  | WTA Finals Singapur Jahresendveranstaltung – 7.000.000 $ Hartplatz – 8E/8D                                                       | Caroline Wozniacki               | Venus Williams                    | 6:4, 6:4          |
| 23.10.  | WTA Finals Singapur Jahresendveranstaltung – 7.000.000 $ Hartplatz – 8E/8D                                                       | Tímea Babos Andrea Hlaváčková    | Kiki Bertens Johanna Larsson      | 4:6, 6:4, [10:5]  |
| 30.10.  | WTA Elite Trophy Zhuhai, China Jahresendveranstaltung – 2.280.935 $ Hartplatz (Halle) – 12E/6D                                   | Julia Görges                     | Coco Vandeweghe                   | 7:5, 6:1          |
| 30.10.  | WTA Elite Trophy Zhuhai, China Jahresendveranstaltung – 2.280.935 $ Hartplatz (Halle) – 12E/6D                                   | Duan Yingying Han Xinyun         | Zhang Shuai Lu Jingjing           | 6:2, 6:1          |

### November
| Datum 1 | Turnier                                          | Siegerin           | Finalgegnerin | Ergebnis |
| ------- | ------------------------------------------------ | ------------------ | ------------- | -------- |
| 06.11.  | Fed Cup, Finale Minsk, Belarus Hartplatz (Halle) | Vereinigte Staaten | Belarus       | 3:2      |

## Rücktritte
Die folgenden Spielerinnen beendeten 2017 ihre Tenniskarriere:
- Nadja Petrowa − 2. Januar 2017[2]
- Jarmila Wolfe − 2. Januar 2017[3]
- Wesna Dolonz − 14. Februar 2017[4]
- Shahar Peer − 28. Februar 2017[5]
- Liezel Huber − April 2017[6]
- Daniela Hantuchová − 6. Juli 2017[7]
- Wera Duschewina − 15. August 2017[8]
- Melanie Oudin − 18. August 2017[9]
- Kimiko Date − 12. September 2017[10]
- Martina Hingis − Oktober 2017[11]
- Jocelyn Rae − 14. Dezember 2017[12]

## Weltrangliste
Im Folgenden die Top Ten der Weltranglisten am Ende des Jahres 2017:
| Platz | Spielerin          | Punkte | Turniere |
| ----- | ------------------ | ------ | -------- |
| 1.    | Simona Halep       | 6175   | 18       |
| 2.    | Garbiñe Muguruza   | 6135   | 21       |
| 3.    | Caroline Wozniacki | 6015   | 23       |
| 4.    | Karolína Plíšková  | 5730   | 20       |
| 5.    | Venus Williams     | 5597   | 16       |
| 6.    | Elina Switolina    | 5500   | 19       |
| 7.    | Jeļena Ostapenko   | 5010   | 21       |
| 8.    | Caroline Garcia    | 4420   | 24       |
| 9.    | Johanna Konta      | 3610   | 20       |
| 10.   | Coco Vandeweghe    | 3258   | 18       |

| Platz | Spielerin             | Punkte | Turniere |
| ----- | --------------------- | ------ | -------- |
| 1.    | Chan Yung-jan         | 10130  | 25       |
| 1.    | Martina Hingis        | 10130  | 20       |
| 3.    | Jekaterina Makarowa   | 7320   | 15       |
| 3.    | Jelena Wesnina        | 7320   | 16       |
| 5.    | Andrea Hlaváčková     | 6885   | 25       |
| 6.    | Lucie Šafářová        | 6800   | 12       |
| 7.    | Tímea Babos           | 5600   | 22       |
| 8.    | Bethanie Mattek-Sands | 5591   | 9        |
| 9.    | Peng Shuai            | 4890   | 14       |
| 10.   | Casey Dellacqua       | 4715   | 18       |

## Geldrangliste
Insgesamt wurden 2017 auf der WTA Tour über 145 Millionen US-Dollar an Preisgeldern ausgezahlt. Zusätzlich zu den Turnierpreisgeldern wurden von der WTA insgesamt 3.000.000 US-Dollar als Bonuszahlungen an die Spielerinnen überwiesen.
Die Topverdiener der Saison 2017 (in US-Dollar)
| Platz | Spielerin                    | Einzel    | Doppel    | Mixed   | Gesamt    |
| ----- | ---------------------------- | --------- | --------- | ------- | --------- |
| 1.    | Venus Williams               | 5.468.741 |           |         | 5.468.741 |
| 2.    | Garbiñe Muguruza             | 5.079.898 | 3.559     |         | 5.433.457 |
| 3.    | Simona Halep                 | 4.627.957 | 47.270    |         | 5.275.227 |
| 4.    | Caroline Wozniacki           | 4.748.518 |           |         | 4.748.518 |
| 5.    | Sloane Stephens              | 4.023.466 | 32.037    | 938     | 4.056.441 |
| 6.    | Jeļena Ostapenko             | 3.861.198 | 129.360   | 7.468   | 3.998.026 |
| 7.    | Karolína Plíšková            | 3.432.429 | 20.236    |         | 3.902.665 |
| 8.    | Caroline Garcia              | 3.351.361 | 75.789    |         | 3.427.150 |
| 9.    | Elina Switolina              | 3.225.086 | 18.327    | 19.903  | 3.263.316 |
| 10.   | Johanna Konta                | 2.706.385 | 25.109    |         | 2.931.494 |
| 11.   | Serena Williams              | 2.704.680 |           |         | 2.704.680 |
| 12.   | Jelena Wesnina               | 1.911.264 | 757.916   | 15.513  | 2.684.693 |
| 13.   | Coco Vandeweghe              | 2.273.126 | 86.425    | 17.468  | 2.377.019 |
| 14.   | Swetlana Kusnezowa           | 1.963.653 | 112.046   |         | 2.343.699 |
| 15.   | Madison Keys                 | 2.289.757 | 5.664     | 1.859   | 2.297.280 |
| 16.   | Kristina Mladenovic          | 1.773.491 | 215.223   |         | 2.056.714 |
| 17.   | Martina Hingis               |           | 1.446.537 | 146.454 | 1.592.991 |
| 18.   | Lucie Šafářová               | 818.906   | 760.577   |         | 1.579.483 |
| 19.   | Jekaterina Makarowa          | 804.238   | 754.741   | 3.719   | 1.562.698 |
| 20.   | Anastasija Sevastova         | 1.423.565 | 58.949    |         | 1.482.514 |
| 21.   | Chan Yung-jan                |           | 1.458.920 | 10.936  | 1.469.856 |
| 22.   | Dominika Cibulková           | 897.689   | 11.974    |         | 1.409.663 |
| 23.   | Barbora Strýcová             | 969.298   | 338.809   |         | 1.308.107 |
| 24.   | Anastassija Pawljutschenkowa | 1.175.629 | 124.623   |         | 1.300.252 |
| 25.   | Agnieszka Radwańska          | 909.379   |           |         | 1.259.379 |
| 26.   | Ashleigh Barty               | 833.726   | 374.231   |         | 1.207.957 |
| 27.   | Darja Kassatkina             | 1.078.407 | 78.417    |         | 1.156.824 |
| 28.   | Peng Shuai                   | 726.579   | 429.120   |         | 1.155.699 |
| 29.   | Mirjana Lučić-Baroni         | 1.072.282 | 81.230    |         | 1.153.512 |
| 30.   | Petra Kvitová                | 1.149.122 |           |         | 1.149.122 |
| 31.   | Tímea Babos                  | 467.771   | 654.122   | 7.500   | 1.129.393 |
| 32.   | Angelique Kerber             | 1.106.195 |           |         | 1.106.195 |
| 33.   | Magdaléna Rybáriková         | 1.073.154 | 15.608    |         | 1.088.762 |
| 34.   | Kateřina Siniaková           | 608.400   | 462.505   | 1.789   | 1.072.694 |
| 35.   | Kiki Bertens                 | 765.673   | 291.536   |         | 1.057.209 |
| 36.   | Bethanie Mattek-Sands        | 329.886   | 665.087   | 5.936   | 1.000.909 |

Berücksichtigt sind alle Spielerinnen, die in der Saison 2017 mehr als eine Million US-Dollar an Preisgeldern verdient haben.